# Sedov (voilier)
Pour les articles homonymes, voir Sedov.
Le Sedov ou STS Sedov est un quatre-mâts barque de 117 m. C'est le plus grand voilier russe et le plus grand voilier navire-école du monde. Navire de commerce allemand construit en 1921, il est donné à la Russie en 1950 à titre de dommage de guerre et devient un navire océanographique, puis un navire-école.

## Caractéristiques
Le Sedov est un quatre-mâts barque, long de 117,5 mètres, c'est le plus grand voilier russe et le plus grand voilier navire-école du monde. Son volume est de 6 148 tonneaux et son déplacement (masse) de 3 500 tonnes. Il peut atteindre la vitesse de 18 nœuds grâce à 34 voiles d'une surface portante totale de 4 192 m2 et à un moteur auxiliaire diesel de 128 chevaux.

## Historique

### Navire marchand allemand en 1921
Il est construit en 1921 sous le nom de Magdalene Vinnen dans les chantiers navals Germania de Kiel en Allemagne et navigue sous pavillon allemand de la flotte de l’armement Vinnen de Brême, comme navire de commerce, pour transporter du nitrate au Chili.
En 1936, le Magdalene Vinnen est vendu à la Norddeutscher Lloyd, rebaptisé Kommodore Johnsen, réaménagé en navire école de la marine marchande et est affecté au transport maritime de blé, de charbon, et de céréales vers l'Australie.
La Seconde Guerre mondiale met fin à ses voyages aux long-cours. Il navigue alors en mer Baltique.

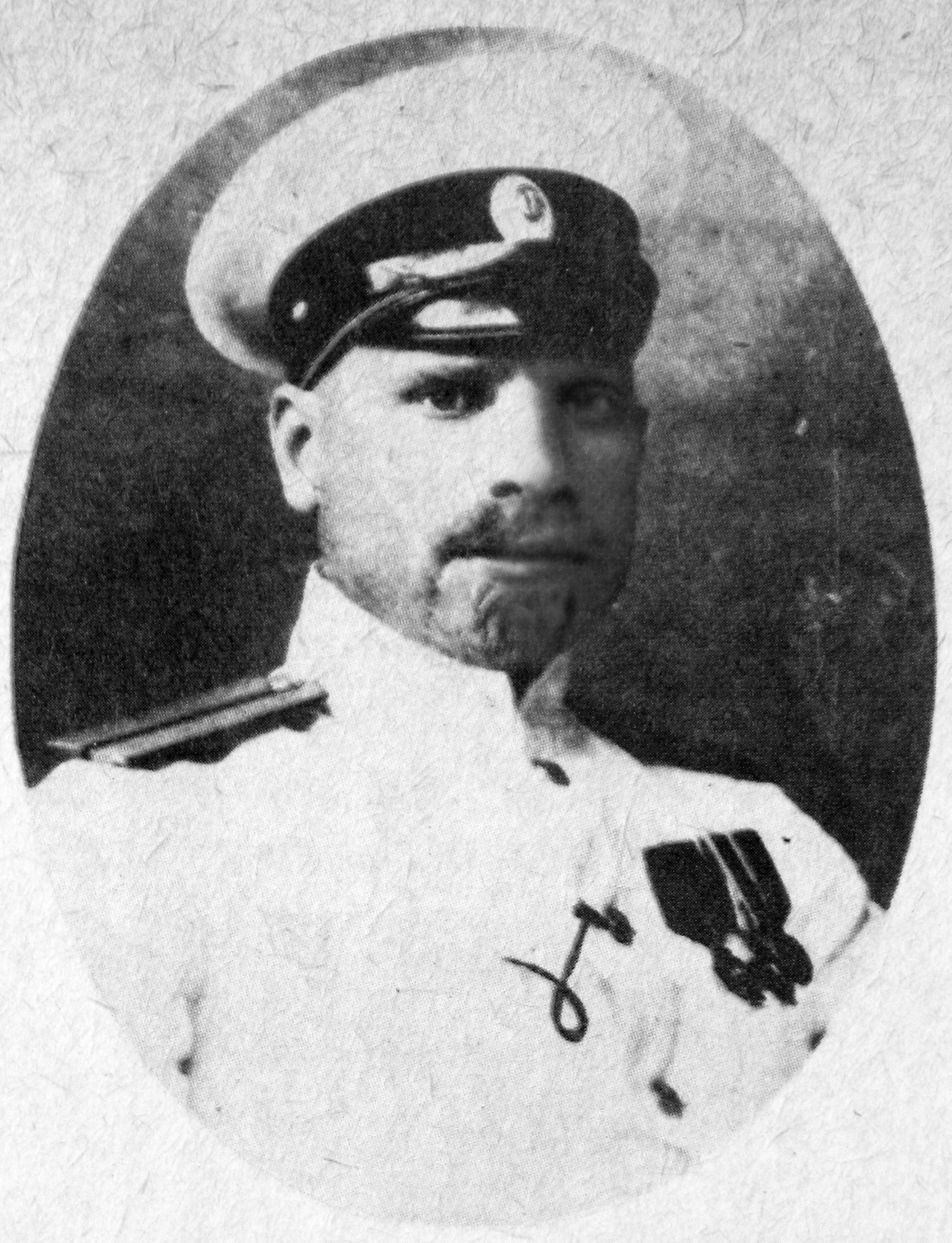
Gueorgui Sedov (1877-1914)

### Navire océanographique russe en 1950
Après la capitulation allemande du 8 mai 1945, l'Allemagne remet en 1949 le navire à l'Angleterre, qui le donne à l'Union soviétique en 1950 à titre de dommage de guerre. La Russie le rebaptise du nom de son célèbre explorateur polaire Gueorgui Sedov disparu en 1914 lors d'une exploration polaire Arctique après avoir héroïquement tenté de rallier le pôle Nord en 1912. Le Sedov devient un navire océanographique jusqu'en 1966.

### Navire école de pêche en 1966
De 1966 à 1981, le ministère de la pêche russe le fait réaménager par les chantiers de Kronstadt, pour le convertir en navire-école d'équipage de chalutier de pêche avec pour port d'attache Rīga en Lettonie.

### Actuel navire-école d'élèves officiers de marine Russe
Avec la chute du mur de Berlin en 1989 et la proclamation d’indépendance de la Lettonie en 1991, le Sedov quitte Riga pour Mourmansk, son nouveau port d'attache de la mer de Barents, libre de la prise des glaces en hiver. Navire-école de l’université maritime de Mourmansk, il forme des cadets (élèves officiers), marins civils et ingénieurs de pêche des écoles navales de Kaliningrad et de Mourmansk avec un équipage de 65 marins et 164 cadets durant des voyages, en général longs de trois mois.

## Galerie d'images
|  |  |  |
|  |  |  |